# Cecil Kop Nature Reserve
Cecil Kop Nature Reserve ist ein 1.500 ha großes Tierreservat in Simbabwe.
Das Reservat liegt etwa zwei Kilometer vom Stadtzentrum von Mutare entfernt und ist für Familienausflüge gedacht. Es teilt sich in drei Bereiche: Tiger's Kloof, einem Waldgebiet an einem Berghang, dessen zahlreiche Quellen einen kleinen Stausee speisen; Thomson's Viel, einer Grasland Zone; Wilderness Zone, einem dichten Wald. Der Park beherbergt drei Elefanten, drei weiße Nashörner (Breitmaulnashörner), drei Giraffen, einige Zebras, Strauße, etliche Antilopenarten, Samangoaffen und Paviane sowie einen Leoparden.
Koordinaten: 19° 0′ 0″ S, 32° 37′ 0″ O